# Stiff Upper Lip
Stiff Upper Lip — студійний альбом гурту AC/DC, випущений в США у 2000 році.
Зміст:
1. «Stiff Upper Lip» — 3:35
2. «Meltdown» — 3:42
3. «House of Jazz» — 3:56
4. «Hold Me Back» — 3:59
5. «Safe in New York City» — 4:00
6. «Can't Stand Still» — 3:41
7. «Can't Stop Rock 'n' Roll» — 4:02
8. «Satellite Blues» — 3:47
9. «Damned» — 3:52
10. «Come and Get It» — 4:03
11. «All Screwed Up» — 4:36
12. «Give It Up» — 3:55

Музиканти:
- Брайан Джонсон — вокал
- Анґус Янґ — електрогітара
- Малколм Янґ — ритм-гітара
- Вільямс Кліфф — бас-гітара
- Філ Радд — барабани